# Epoche (Zeitschrift)
Epoche war ein vierteljährlich erscheinendes rechtskonservatives Magazin des Verbands für Publizistik und Jugendbildung Epoche e. V. in Bad Reichenhall. Sie wurde 1976 von Hans Habe gegründet.
Die letzte Ausgabe Nr. 149 erschien im Jahr 2001.

## Geschichte
Die Zeitschrift verstand sich als „Kompendium“ des gemeinnützigen Vereins, der sich als „christlich-konservative-freiheitliche Denkfabrik“ definierte. „Jugend- und Schülerzeitungen, Jugendgruppen und nicht-linke Studentenorganisationen“ sollten mit dieser Publikation „mit Argumenten und Ideen“ ausgestattet werden.
Ein EPOCHE-Online-Artikeldienst erlaubte es Jugendzeitschriften, Schülerzeitungen und Studentenpublikationen und „allen Organen der christlich-pädagogischen Publizistik, Beiträge kostenlos zu übernehmen.“ Eine Quellenangabe war „auf Wunsch auch ohne Hinweis auf die EPOCHE“, nach Eigenbekundung der Zeitschrift, nicht notwendig.
Die Zeitschrift war nach eigenen Angaben ausgerichtet auf „junge Meinungsführer“, die als „geistig wache junge Menschen, die linkem Wunschdenken misstrauen“ und sich dabei „zur konservativ-freiheitlichen Seite hingezogen fühlen“.
Gründungspräsidenten des Vereins waren der frühere bayerische Wirtschaftsminister Otto Schedl und der damalige stellvertretende Bundesvorsitzende der Deutschen Union Dietrich Bahner. Als wichtige frühe Förderer werden Winfried Martini, Walter Hoeres, Karl Ludwig Bayer, Hans Habe, Hans Weigel, Walter Eckhardt, Gerhard Wolfgang Goldberg und Franz Josef Strauß in der Zeitschrift benannt.
Geschäftsführer  des  Vereins war Karl Ludwig Bayer, ehemaliger Pressesprecher der bayerischen NPD (1971), späteres Präsidiumsmitglied der Bundes-NPD (1975) und späterer Leiter des „antikommunistischen“ und rechtsextremen Historisch-Kulturellen Arbeitskreises. Dieser hat sich von seiner Vergangenheit distanziert und vertritt heute eine gemäßigt konservativ-liberale Politik.
Thomas Goppel, CSU, bayerischer Wissenschaftsminister, hat nach eigenen Angaben 1996 als damaliger bayerischer Umweltminister die Schirmherrschaft für das Umweltforum der Zeitschrift übernommen und diese 2001 offiziell aufgekündigt.
Der Verein existiert seit 2002 nicht mehr.

## Autoren (Auswahl)
- Bruno Bandulet, Publizist, Bad Kissingen, Ex-Bundesvorstandsmitglied des Bundes Freier Bürger
- Karl Ludwig Bayer, Herausgeber
- Günther Beckstein, CSU, bay. Ministerpräsident
- Wilfried Böhm, CDU/CKDF
- Hans Habe, Gründer 1976
- Otto von Habsburg, CSU, Ex-MdEP, Ehrenpräsident der Paneuropa-Union
- Wolfgang Hacker, Ex-Bundesvorstandsmitglied des Bundes Freier Bürger
- Bernd Kallina, Journalist
- Botho Kirsch, stellv. Chefredakteur der Deutschen Welle
- André Kostolany, Publizist
- Wolfgang Leonhard, Publizist
- Claus Nordbruch, Publizist, Autor zahlreicher rechtsextremistischer Zeitschriften
- Günter Rohrmoser, Prof. für Sozialphilosophie an der Universität Hohenheim
- Helmut Schelsky, Prof. für Soziologe, Westfälische Wilhelms-Universität zu Münster
- Fritz Schenk, Publizist
- Erwin Scheuch, Prof. für Soziologe, Universität Köln
- Dolf Stockhausen, 19 Thesen über „Die Abtreibung und das Pensionsproblem“ und die Notwendigkeit einer Familien- und Bevölkerungspolitik
- Edmund Stoiber, CSU, bay. Ex-Ministerpräsident. Er schrieb über das Europa der Regionen
- Johannes Singhammer, CSU, MdB
- Hans-Peter Uhl, CSU, MdB